# Đớp ruồi Mugi
Ficedula mugimaki là một loài chim trong họ Muscicapidae.

## Hình ảnh

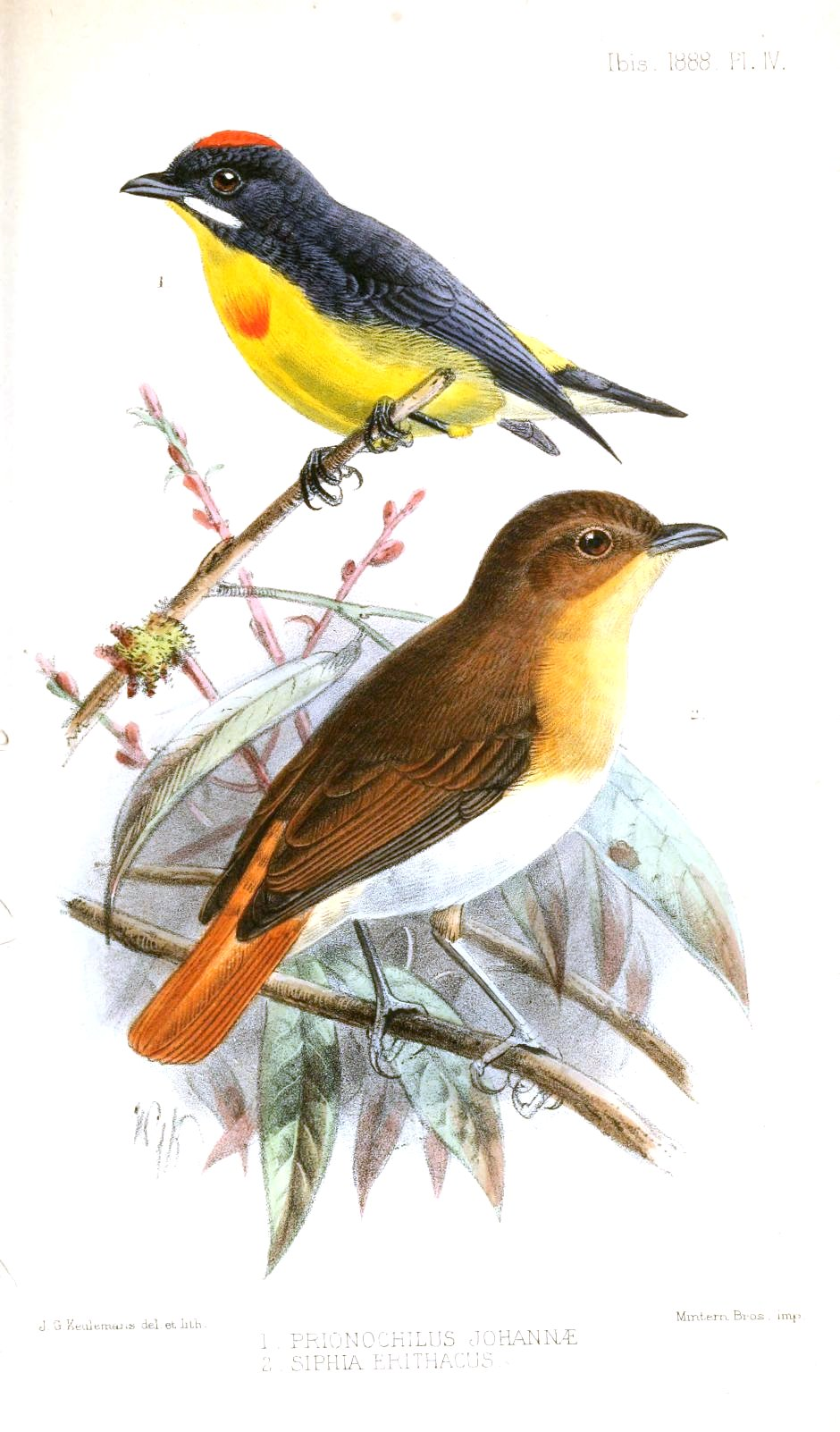
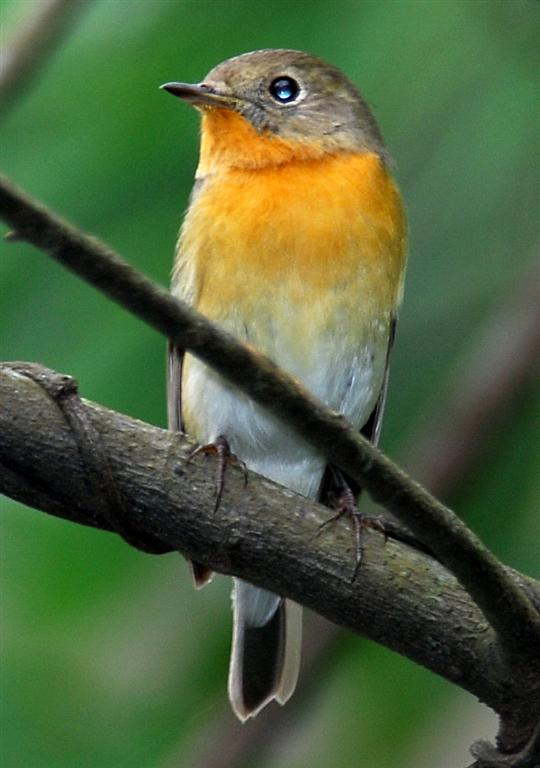